# Lenzerheide Open
O Lenzerheide Open, foi um torneio de tênis do Circuito Feminino da ITF realizado em Lenzerheide, Suíça. 
Esse torneio começou classificado pela ITF como um torneio de US$ 10k, passou para US$ 25k em 2000, voltou a ser de US$ 10k em 2005 e de volta à US$ 25k em 2011.
Em 2018, a licença do torneio foi para Klosters.

## Resultados passados

### Simples
| Ano                       | Campeã                  | Vice-campeã          | Resultado           |
| ------------------------- | ----------------------- | -------------------- | ------------------- |
| ↓ Categoria: US$ 10.000 ↓ |                         |                      |                     |
| 1998                      | Magdalena Zděnovcová    | Patty van Acker      | 1–6, 7–6, 6–4       |
| 1999                      | Marie-Gaïané Mikaelian  | Susi Fortun-Lohrmann | 6–3, 6–4            |
| ↓ Categoria: US$ 25.000 ↓ |                         |                      |                     |
| 2000                      | Kyra Nagy               | Julija Wakulenko     | 6–2, 3–6, 7–6(6)    |
| 2001                      | Celine Beigbeder        | Anouska van Exel     | 6–3, 6–0            |
| 2002                      | Eva Birnerová           | Chanelle Scheepers   | 7–5, 6–4            |
| 2003                      | Melinda Czink           | Stefanie Haidner     | 6–3, 6–3            |
| 2004                      | Kateřina Böhmová        | Julia Babilon        | 6–4, 6–4            |
| ↓ Categoria: US$ 10.000 ↓ |                         |                      |                     |
| 2005                      | Danica Krstajić         | Karin Knapp          | 6–2, 7–5            |
| 2006                      | Sandra Martinović       | Stefania Boffa       | 6–4, 6–3            |
| 2007                      | Melanie Klaffner        | Patricia Mayr        | 7–6(2), 6–4         |
| 2008                      | Klaudia Boczová         | Michelle Gerards     | 6–3, 6–1            |
| 2009                      | Michelle Gerards        | Amra Sadikovic       | 6–2, 7–5            |
| 2010                      | Tanja Ostertag          | Daria Salnikova      | 3–6, 7–6(7), 7–6(4) |
| ↓ Categoria: US$ 25.000 ↓ |                         |                      |                     |
| 2011                      | Ani Mijačika            | Amra Sadikovic       | 6–3, 3–6, 6–3       |
| 2012                      | Aleksandra Krunić       | Chiara Scholl        | 6–3, 6–3            |
| 2013                      | Laura Siegemund         | Beatriz Haddad Maia  | 6–2, 6–3            |
| 2014                      | Jelisaweta Kulitschkowa | Louisa Chirico       | 7–5, 6–2            |
| 2015                      | Tereza Martincová       | Nastja Kolar         | 6–3, 6–4            |
| 2016                      | Tamara Korpatsch        | Dalila Jakupović     | 4–6, 6–4, 6–2       |
| 2017                      | Georgia Brescia         | Simona Waltert       | 0–6, 6–4, 7–6(1)    |

### Duplas
| Ano                       | Campeãs                                | Vice-campeãs                            | Resultado        |
| ------------------------- | -------------------------------------- | --------------------------------------- | ---------------- |
| ↓ Categoria: US$ 10.000 ↓ |                                        |                                         |                  |
| 1998                      | Laura Bao Cacilia Charbonnier          | Paula Racedo Emanuela Zardo             | 6–4, 6–0         |
| 1999                      | Julie de Roo Vanessa Krauth            | Laura Bao Marylene Losey                | 6–3, 6–1         |
| ↓ Categoria: US$ 25.000 ↓ |                                        |                                         |                  |
| 2000                      | Mia Buric Bianka Lamade                | Yvette Basting Andrea van den Hurk      | 7–5, 6–3         |
| 2001                      | Kirstin Freye Zuzana Váleková          | Erica Krauth Vanessa Krauth             | 3–6, 6–3, 6–2    |
| 2002                      | Nicole Sewell Samantha Stosur          | Leslie Butkiewicz Patty van Acker       | 6–4, 6–3         |
| 2003                      | Marija Korytzewa Dimana Krastevitch    | Claudia Kuleszka Lina Stančiūtė         | 6–3, 6–2         |
| 2004                      | Erica Krauth Aurélie Védy              | Joana Cortez Marina Tavares             | 6–2, 6–4         |
| ↓ Categoria: US$ 10.000 ↓ |                                        |                                         |                  |
| 2005                      | Petra Cetkovská Martina Lautenschlager | Eva-Maria Hoch Diana Vranceanu          | 6–0, 6–3         |
| 2006                      | Nikola Fraňková Lucie Kriegsmannová    | Carmen Klaschka Justine Ozga            | 6–2, 6–4         |
| 2007                      | Eva-Maria Hoch Laura Siegemund         | Amra Sadikovic Paola Sprovieri          | 6–4, 6–3         |
| 2008                      | Michelle Gerards Marlot Meddens        | Alice Balducci Lisa Sabino              | 6–0, 6–3         |
| 2009                      | Michelle Gerards Marcella Koek         | Xenia Knoll Amra Sadikovic              | 6–3, 6–3         |
| 2010                      | Olga Brózda Sylwia Zagórska            | Martina Caciotti Nicole Clerico         | 4–6, 6–1, [10–5] |
| ↓ Categoria: US$ 25.000 ↓ |                                        |                                         |                  |
| 2011                      | Ani Mijačika Amra Sadikovic            | Nikola Hofmanova Romana Caroline Tabak  | 4–6, 6–2, [10–4] |
| 2012                      | Aleksandra Krunić Ana Vrljić           | Xenija Lykina Isabella Shinikova        | 6–2, 6–4         |
| 2013                      | Belinda Bencic Kateřina Siniaková      | Weronika Kudermetowa Diāna Marcinkēviča | 6–0, 6–2         |
| 2014                      | Louisa Chirico Sanaz Marand            | Jang Su-jeong Justyna Jegiołka          | 6–3, 6–4         |
| 2015                      | Yvonne Cavalle-Reimers Karin Kennel    | Xenia Knoll Antonia Lottner             | W.O.             |
| 2016                      | Tadeja Majerič Aleksandrina Najdenowa  | Irina Maria Bara Elyne Boeykens         | 7–5, 1–6, [10–8] |
| 2017                      | Nina Stadler Amra Sadikovic            | Gabriela Cé Catalina Pella              | 2–6, 6–4, [10–1] |